# Ulica Bugajska w Częstochowie
Ulica Bugajska – jedna z głównych ulic południowej Częstochowy, położona na Błesznie. Rozciąga się pomiędzy aleją Wojska Polskiego a granicą miasta z gminą Olsztyn. Stanowi część drogi krajowej nr 46, jest trasą wylotową z Częstochowy w kierunku m.in. Janowa, Olsztyna i Kielc.